# Jaroslav Petr
Jaroslav Petr (* 3. srpna 1958 Kolín) je český biolog, bioetik a popularizátor vědy. Kromě populárně naučných knih v minulosti publikoval i řadu vědeckofantastických povídek.

## Život a činnost
Vystudoval zootechnický odbor na Vysoké škole zemědělské v Praze; studium dokončil v roce 1982. Od roku 1983 je vedoucím výzkumným pracovníkem v pražském Výzkumném ústavu živočišné výroby. V roce 1988 obhájil kandidátskou disertační práci, v roce 1994 obhájil doktorskou disertační práci a v roce 2004 byl jmenován profesorem v oboru fyziologie, anatomie a reprodukce hospodářských zvířat.
Externě přednáší biotechnologii na pražské Karlově univerzitě, Masarykově univerzitě v Brně, České zemědělské univerzitě v Praze a Jihočeské univerzitě v Českých Budějovicích. Od 90. let 20. století se věnuje popularizaci vědy. Je členem redakční rady časopisu Vesmír, kam také přispívá; dále psal pro Lidové noviny, časopisy Věda a technika mládeži, Respekt, 21. století či Psychologie dnes. Spolupracuje s Českým rozhlasem.
Za přínos v oblasti popularizace vědy v roce 2018 obdržel Cenu předsedy Rady pro výzkum, vývoj a inovace.. Za svou literární tvorbu získal v roce 1992 Cenu Karla Čapka (povídka „Tajemství Cesty“) a v roce 2021 Magnesiu Literu za naučnou literaturu (kniha Desatero smyslů: Jak lidé a zvířata vnímají okolní svět).

## Publikace
- Klonování. Hrozba nebo naděje?, Paseka 2003
- Když jdou ryby rybařit, Radioservis 2010
- Desatero smyslů: Jak lidé a zvířata vnímají okolní svět, Dokořán, Argo 2020
- Desatero pohybů, Zvířata na souši, ve vodě a ve vzduchu, Argo/Dokořán 2024